# Alkmena
Alkmena je v grški mitologiji hči mikenskega kralja Elektriona, ki je Zevsu rodila Herakleja. Tako je postala pramati Heraklidov.